# Burna-Buriaš II.
Burna-Buriaš II. byl králem Babylónu v období mezi 1359–1333 př. n. l. a pocházel z kassitské dynastie (byl to mladší syn krále Kurigalza I.).
Byl současníkem egyptského faraona Achnatona a asyrského krále Ašur-uballita I. Diplomatická korespondence mezi ním a Achnatonem se zachovala ve sbírce tzv. dopisů z Amarna (9 dopisů EA6 - EA14). Vztahy mezi Egyptem a Babylonem byly za jeho vlády zpočátku přátelské, byla uzavřena dohoda o spojenectví (měla být stvrzena manželským sňatkem mezi královskými rodinami). Později byl však asyrský král Ašur-uballit I. přijat na faraonově dvoře, což vyvolalo velmi odmítavou reakci ze strany Burna-Buriaše, který považoval Asyřany za své vazaly.
Burna-Buriaš psal faraonovi:
„a vzhledem k mým asyrským poddaným, to jsem nebyl já, kdo je poslal k Tobě. Proč přichází do Tvé země bez řádného oprávnění? Pokud jsi mi věrným, nedovolíš jim jednat o žádné záležitosti. Pošli mi je s nepořízenou.“
Přesto nemohla být nová asyrská mocnost ignorována a sám Burna-Buriaš se později oženil s Aššur-uballitovou dcerou, jmenovala se Muballit-Šeruy. S asyrskou princeznou měl syna Karachardaše a syna Kurigalzua II.
Asýrie (i díky špatné Achnatonově zahraniční politice) se během Burna-Buriašovy vlády stává velmi silnou mocností a začala ohrožovat severní hranici babylonského království.